# محراب (موشک)
موشک محراب یک موشک سطح به هوا میان‌برد و رادار گریز است این موشک هوشمند قادر است در صورت ارسال سیگنال‌های اخلال‌گر محل ارسال این سیگنال‌ها را ردیابی و آن را مورد هدف قرار دهد. این موشک توانایی هدف‌گیری اهداف مختلف در سطح‌های زمینی، دریایی و هوایی را دارا است و نخستین بار در رزمایش مدافعان ولایت ۹۰ رونمایی و آزمایش شد.

موشک محراب شباهت‌هایی با موشک آمریکایی استاندارد sm1 دارد و گمان می‌رود نمونه ارتقاء یافته موشک آمریکایی باشد.
موشک محراب، یک موشک میان‌برد است که با بسیاری از سامانه‌های موشکی سطح به هوا، تفاوت اساسی دارد. از مهم‌ترین ویژگی‌های این موشک، این است که محراب قادر است با جنگ الکترونیکی دشمن نیز مقابله کند.
در واقع، موشک محراب از یک سامانه "ضد سامانه‌های راداری" و البته هوشمند برخوردار است که در صورت تلاش دشمن برای ارسال سیگنال‌های اخلال گر و آغاز یک جنگ الکترونیکی برای منحرف کردن موشک، محراب هدف اولیه خود را رها کرده و با تشخیص و رهگیری مبدأ ارسال‌کننده سیگنال‌های اخلالگر، به سوی آن تغییر مسیر داده و آن سامانه‌ها را هدف قرار می‌دهد.
در صورت عدم وجود سیگنال‌های اخلالگر، موشک محراب با استفاده از امواج بازتاب یافته از هدف که توسط رادار متعلق به نیروهای خودی ارسال شده و توسط موشک دریافت می‌شود، ضمن مبدأ یابی امواج بازتاب یافته، به سمت هدف هدایت می‌شود تا آن را مورد اصابت قرار دهد. این موشک از سوخت جامد برای حرکت به سمت اهداف استفاده می‌کند.
ایران توانسته پروژه موشکی محراب را به تولید انبوه رسانده و روی بسیاری از ناوها و ناوچه‌هایش نصب کند. در آخرین نمونه نیز ناوچه دماوند یا همان جماران 2 که این روزها مشغول گذراندن تست‌های عملیاتی سامانه‌ها و تجهیزات خود در آب‌های دریای خزر است، به این سامانه موشکی پیشرفته مجهز شده  و قرار است به زودی با حضور فرماندهان ارتش، رسما به ناوگان نیروی دریایی ارتش در شمال، ملحق شود. پیشتر نیز، ناوچه جماران که در آب‌های جنوبی کشور و در اختیار نیروی دریایی ارتش است، به این سامانه موشکی مجهز شده بود.
شاید علت اصلی در تجهیز این دو ناوچه به این موشک‌های پدافندی، قدرت بالا، سرعت مناسب و بهره‌گیری از رادرهای پیشرفته باشد، چرا که اصولا ناوهای غول پیکر به علت سرعت پایین و حجم بزرگشان، باید از پدافند بالایی هم استفاده کنند لذا سامانه موشکی و پدافندی محراب روی این دو ناو نصب شده‌اند تا ناو با استفاده از این سامانه بتواند در مقابل موشک‌های کروز، پرنده‌های مهاجم و حتی سطحی‌های دشمن، مقابله کند.